# キャム・ギャラガー
キャメロン・ジョゼフ・ギャラガー（Cameron Joseph Gallagher, 1992年12月6日 - ）は、アメリカ合衆国ペンシルベニア州ランカスター出身のプロ野球選手（捕手）。右投右打。MLBのフィラデルフィア・フィリーズ傘下所属。

## 経歴

### プロ入りとロイヤルズ時代
2011年のMLBドラフト2巡目（全体65位）でカンザスシティ・ロイヤルズから指名され、プロ入り。契約後、傘下のルーキー級アリゾナリーグ・ロイヤルズでプロデビュー。パイオニアリーグのルーキー級アイダホフォールズ・チュカーズでもプレーし、2球団合計で28試合に出場して打率.157、2本塁打、9打点を記録した。
2012年はアパラチアンリーグのルーキー級バーリントン・ロイヤルズでプレーし、36試合に出場して打率.276、3本塁打、15打点、1盗塁を記録した。
2013年はA級レキシントン・レジェンズでプレーし、66試合に出場して打率.212、2本塁打、18打点を記録した。
2014年はA+級ウィルミントン・ブルーロックスでプレーし、96試合に出場して打率.228、5本塁打、34打点、1盗塁を記録した。
2015年もA+級ウィルミントンでプレーし、77試合に出場して打率.245、5本塁打、23打点を記録した。7月にはカナダのエイジャックスで行われた第17回パンアメリカン競技大会の野球アメリカ合衆国代表に選出されている。オフにはアリゾナ・フォールリーグに参加し、サプライズ・サグアロスに所属した。
2016年はAA級ノースウエストアーカンソー・ナチュラルズでプレーし、91試合に出場して打率.259、4本塁打、24打点、2盗塁を記録した。オフの11月18日にルール・ファイブ・ドラフトでの流出を防ぐために40人枠入りした。
2017年、マイナーではAAA級オマハ・ストームチェイサーズで73試合に出場して打率.292、5本塁打、37打点を記録した。8月6日にメジャー初昇格を果たし、同日のシアトル・マリナーズとのダブルヘッダー第2試合にて「9番・捕手」で先発出場してメジャーデビュー。8月14日のオークランド・アスレチックス戦ではメジャー初本塁打となる満塁弾を放った。この年メジャーでは13試合に出場して打率.250、1本塁打、5打点を記録した。
2018年は22試合に出場して打率.206、1本塁打、7打点を記録した。
2019年は45試合に出場して打率.238、3本塁打、12打点を記録した。
2020年は25試合に出場して打率.283、1本塁打、3打点を記録した。
2021年は48試合に出場して打率.250、1本塁打、7打点を記録した。

### パドレス傘下時代
2022年8月2日にブレント・ルッカーとのトレードで、サンディエゴ・パドレスへ移籍した。しかし、パドレスでの出場はないまま9月9日にDFAとなった。

### オリオールズ傘下時代
2022年9月11日にウェイバー公示を経てボルチモア・オリオールズへ移籍した。しかし、オリオールズでもメジャー出場の機会は無く、オフの11月8日に自由契約となった。

### ガーディアンズ時代
2023年1月4日にクリーブランド・ガーディアンズとマイナー契約を結び、同年のスプリングトレーニングに招待選手として参加することになった。3月30日にメジャー契約を結んでアクティブ・ロースター入りした。

### フィリーズ時代
2024年2月25日にフィラデルフィア・フィリーズとマイナー契約を結び、同年のスプリングトレーニングに招待選手として参加することになった。

## 詳細情報

### 年度別打撃成績
| 年 度    | 球 団    | 試 合 | 打 席 | 打 数 | 得 点 | 安 打 | 二 塁 打 | 三 塁 打 | 本 塁 打 | 塁 打 | 打 点 | 盗 塁 | 盗 塁 死 | 犠 打 | 犠 飛 | 四 球 | 敬 遠 | 死 球 | 三 振 | 併 殺 打 | 打 率 | 出 塁 率 | 長 打 率 | O P S |
| -------- | -------- | ----- | ----- | ----- | ----- | ----- | -------- | -------- | -------- | ----- | ----- | ----- | -------- | ----- | ----- | ----- | ----- | ----- | ----- | -------- | ----- | -------- | -------- | ----- |
| 2017     | KC       | 13    | 27    | 24    | 2     | 6     | 1        | 0        | 1        | 10    | 5     | 0     | 0        | 0     | 0     | 3     | 0     | 0     | 4     | 1        | .250  | .333     | .417     | .750  |
| 2018     | KC       | 22    | 69    | 63    | 5     | 13    | 3        | 0        | 1        | 19    | 7     | 0     | 0        | 1     | 1     | 3     | 0     | 1     | 15    | 1        | .206  | .250     | .302     | .552  |
| 2019     | KC       | 45    | 142   | 126   | 14    | 30    | 7        | 0        | 3        | 46    | 12    | 0     | 1        | 1     | 1     | 11    | 0     | 3     | 28    | 3        | .238  | .312     | .365     | .677  |
| 2020     | KC       | 25    | 60    | 53    | 10    | 15    | 5        | 0        | 1        | 23    | 3     | 0     | 0        | 1     | 0     | 6     | 0     | 0     | 11    | 0        | .283  | .356     | .434     | .790  |
| 2021     | KC       | 48    | 124   | 112   | 9     | 28    | 6        | 0        | 1        | 37    | 7     | 0     | 0        | 2     | 1     | 8     | 0     | 0     | 20    | 2        | .250  | .298     | .330     | .628  |
| 2022     | KC       | 18    | 47    | 42    | 1     | 9     | 5        | 0        | 0        | 14    | 5     | 0     | 0        | 2     | 0     | 3     | 0     | 0     | 13    | 0        | .214  | .267     | .333     | .600  |
| 2023     | CLE      | 56    | 149   | 143   | 6     | 18    | 6        | 0        | 0        | 24    | 7     | 0     | 0        | 0     | 1     | 4     | 0     | 1     | 46    | 3        | .126  | .154     | .168     | .322  |
| MLB：7年 | MLB：7年 | 227   | 618   | 563   | 47    | 113   | 33       | 0        | 7        | 173   | 46    | 0     | 1        | 7     | 4     | 38    | 0     | 5     | 137   | 10       | .211  | .266     | .307     | .573  |

- 2023年度シーズン終了時

### 年度別守備成績
| 年 度 | 球 団 | 捕手（C） | 捕手（C） | 捕手（C） | 捕手（C） | 捕手（C） | 捕手（C） | 捕手（C） | 捕手（C） | 捕手（C） | 捕手（C） | 捕手（C） |
| 年 度 | 球 団 | 試 合     | 刺 殺     | 補 殺     | 失 策     | 併 殺     | 守 備 率  | 捕 逸     | 企 図 数  | 許 盗 塁  | 盗 塁 刺  | 阻 止 率  |
| ----- | ----- | --------- | --------- | --------- | --------- | --------- | --------- | --------- | --------- | --------- | --------- | --------- |
| 2017  | KC    | 13        | 51        | 1         | 0         | 0         | 1.000     | 1         | 7         | 6         | 1         | .143      |
| 2018  | KC    | 20        | 118       | 3         | 1         | 0         | .992      | 0         | 7         | 5         | 2         | .286      |
| 2019  | KC    | 44        | 292       | 8         | 1         | 2         | .997      | 1         | 25        | 20        | 5         | .200      |
| 2020  | KC    | 25        | 156       | 4         | 1         | 0         | .994      | 1         | 4         | 4         | 0         | .000      |
| 2021  | KC    | 46        | 281       | 13        | 5         | 0         | .983      | 1         | 17        | 13        | 4         | .235      |
| 2022  | KC    | 18        | 108       | 6         | 1         | 0         | .991      | 1         | 8         | 6         | 2         | .250      |
| MLB   | MLB   | 166       | 1006      | 35        | 9         | 2         | .991      | 5         | 68        | 54        | 14        | .206      |

- 2022年度シーズン終了時

### 背番号
- 36（2017年 - 2022年）
- 35（2023年）

### 代表歴
- 2015年パンアメリカン競技大会男子野球アメリカ合衆国代表